# WAYAYAあはっ!
『WAYAYAあはっ!』（わややあはっ）は、2007年4月7日から2010年3月27日までメ〜テレで放送された情報番組。全152回。放送時間は毎週土曜10:55 - 11:45（JST） 。

## 概要
前番組『WAYAYA丼』の後継番組で、前番組の末期と同様に東海3県各地のレジャーやグルメのリポートを主体としていた。
前番組から引き続き高山トモヒロ、佐藤倫子、山田泰三らがレギュラーを務めていたが、その他のレギュラー陣はリポーター勢を中心に大幅に入れ替えられた。前番組の末期から可能になった携帯サイトからの視聴者プレゼント応募受付も引き続き実施していたが、応募受付時間は番組スタートから終了後15分までに限定されていた。

## 出演者

### 司会
- 高山トモヒロ（ケツカッチン） - 「旅してあはっ!」のリポーターも兼任。

### レギュラー
- 山田泰三（当時メ〜テレアナウンサー） - 途中降板。
- 田中菜月 - 途中降板。
- 大嶽まどか（当時メ〜テレアナウンサー）
- 佐藤倫子（当時メ〜テレアナウンサー）
- 堂野浩久（メ〜テレアナウンサー）

### アシスタント
- 澤田恭兵

### リポーター
- 合田倫子（当時メ〜テレアナウンサー） - 途中降板。
- 村中智絵（当時メ〜テレアナウンサー）
- 佐藤好美
- 小室直子
- 齋藤彰俊
- ほか

## 主な放送内容
旅してあはっ!
レギュラー陣とリポーター勢が東海3県各地を旅する模様を放送していたコーナーで、毎回現地の飲食店もリポートしていた。回によっては横浜中華街や東京ディズニーリゾート、果ては香港にまで足を伸ばすこともあった。
お料理レシピであはっ!
佐藤が料理作りに挑戦していたコーナー。
グルメであはっ!
レギュラー陣とリポーター勢が東海3県各地の飲食店や洋菓子店などをリポートしていたコーナー。類似コーナーに上記「旅してあはっ!」や下記「ランチであはっ!」がある。
気になるあはっ!
発売されたばかりの新商品や東海3県各地の施設が催しているイベントなどを紹介していたコーナー。しかし、回によっては温泉地を散策したり現地のグルメをリポートしたりと、上記「旅してあはっ!」と同じような内容で放送されることもあった。
ランチであはっ!
東海3県各地のランチ向きのメニューを取り扱っている飲食店をリポートしていたコーナー。
グルメレスラー齋藤彰俊の極上おとりよせ
齋藤が旅の中で見つけた美味しい食材を視聴者に提供していたコーナー。各回で齋藤が取り寄せた食材は、メ〜テレ公式サイト内に設置されている応募フォームを通じて応募することができた。